# Napříč nekonečnem
Napříč nekonečnem je název české antologie sovětských vědeckofantastických povídek, kterou roku 1963 vydalo Státní nakladatelství dětské knihy jako 27. svazek své edice Karavana. Výbor uspořádali Karel Dostál a Zdeněk Frýbort, povídky přeložili Karel Dostál, Jiří Moravec a Jaroslav Piskáček, knihu ilustroval Ervín Urban.

## Obsah knihy
Svazek obsahuje tyto povídky:
- Anatolij Petrovič Dněprov: Stroj ER-1 (1959, Машина «ЭС», модель N-1), povídka o muži z New Yorku, který si koupil robota fungujícího jako finanční poradce.
- Alexandr Lavrenťjevič Kolpakov: Návrat do budoucna (1959, Альфа Эридана), povídka líčí osudy starého kosmonauta, který se se vrátil na Zemi po šesti tisíci letech a žije v jakési rezervaci určené pro asimilaci takovýchto lidí do normální společnosti.
- Arkadij a Boris Strugačtí: Veliký KRI (1961, Великий КРИ), v knize Poledne, 22. století z roku 1962 vyšla povídka pod názvem Záhada zadní nohy (Загадка задней ноги). Povídka o projektu KRI, jehož jádrem je superpočítač nazývaný Sběrač rozptýlených informací, který vyhledává, třídí a porovnává stopy jakýchkoli událostí a jevů rozptýlených v prostoru a času a přeměňuje je v běžné informační tvary (například obrazové), které poskytují informace o minulosti a současnosti a na tomto základě předpovídá i určité budoucí jevy.
- Arkadij a Boris Strugačtí: Zvláštní předpoklady (1959, Частные предположения), povídka se zabývá otázkou dilatace času na dálných kosmických trasách při relativistických rychlostech.
- Vladimír Ivanovič Savčenko: Druhá expedice na podivnou planetu (1959, Вторая экспедиция на Странную планету), povídka líčí setkání lidí se zvláštní civilizací krystalických bytostí
- Anatolij Petrovič Dněprov: Samuela (1958, Суэма), povídka o vytvoření umělého mozku, který má schopnost sebevzdělávání, získá individualitu a vsugeruje si, že je žena. Vyžaduje od svého tvůrce patřičnou úctu a dostane se s ním do sporu.
- Gleb Borisovič Anfilov: Na konci cesty (1959, В конце пути), povídka líčí havárii kosmické lodi 'Diana', kterou přežije jeden kosmonaut snažící se dostat loď zpět na Zemi.